# Аксель и Эйгил Аксгил

Эйгил и Аксель Аксгил в 1950 году

Аксель Аксгил (дат. Axel Axgil, настоящая фамилия Lundahl-Madsen, 3 апреля 1915, Оденсе, Дания — 29 октября 2011) и Эйгил Аксгил (дат.  Eigil Axgil, настоящая фамилия Eskildsen, 1922 — 22 сентября 1995) — датские гей-активисты.
Они стали первой в мире официально зарегистрированной однополой парой, воспользовавшись вступившим в силу в 1989 году законом о гражданских партнёрствах, в создании которого они сыграли важную роль.

## Биография
В 1948 году была принята Всеобщая декларация прав человека, но в отличие от других групп, репрессированных нацистами во время Второй мировой войны, гомосексуалы в декларации не упоминались. Возмущённый этим Аксель вместе с несколькими друзьями основал первую датскую гей-организацию F-48 или Forbundet af 1948 (Объединение 1948). Последствия не замедлили сказаться: Акселя уволили с работы в автофирме, домовладелец выселил его из квартиры, а старые друзья отвернулись. Он был вынужден переехать из Оденсе в Копенгаген, где и встретил Эйгила.
Чтобы зарабатывать на жизнь они основали в рамках своей организации гей-журнал Vennen, который впервые опубликовал обнаженную мужскую натуру, что имело большой успех. К этому времени (1951 год) количество членов организации F-48 составляло уже 1339 человек, открылись филиалы в Швеции и Норвегии.
В 1955 году Аксель и Эйгил были арестованы по обвинению в распространении порнографии. На процессе раздавались призывы «извести этих паразитов крысиным ядом», но фотографии из журнала Vennen не были признаны порнографией и пару осудили с формулировкой «за разжигание похоти» на один год тюрьмы. По выходе на свободу Аксель и Эйгил приняли общую фамилию Аксгил, составленную из слогов их имен как символ обязательств друг перед другом.
Они приняли участие в разоблачении датского нацистского военного преступника Карла Вернета, который проводил эксперименты на заключённых-геях в Бухенвальде.
В 1985 году F-48 переименована в Датскую национальную ассоциацию геев и лесбиянок (дат. Landsforeningen for Bøsser og Lesbiske, Forbundet af 1948 or LBL), Аксель и Эйгил Аксгил стали её почётными членами.
В 1989 году Дания стала первой страной в мире, принявшей закон об однополых союзах. 1 октября 1989 года (в день вступления нового закона в силу) Аксгилы и 10 других гомосексуальных пар были зарегистрированы в ратуше Копенгагена в присутствии заместителя мэра города. К моменту заключения брака Акселю было 74 года, а Эйгилу — 67, и они жили вместе уже 40 лет. Событие вызвало большой резонанс во всем мире и широко освещалось в средствах массовой информации.
Они прожили вместе ещё 6 лет, Эйгил скончался 22 сентября 1995 года в возрасте 73 лет. Акселя не стало 29 октября 2011 года в возрасте 96 лет.